# Editorial Aymà
L'Editorial Aymà fou una editorial catalana fundada el 1944 per Jaume Aymà i Ayala i el seu fill Jaume Aymà i Mayol. El 1962 fou adquirida per Joan Baptista Cendrós i Carbonell. Amb el nom de Societat Anònima Editora i amb Joan Oliver de director literari, va reunir els fons de les editorials Proa, Alcides, Óssa Menor i Quaderns de Teatre. L'any 1983 va ser integrada a Edicions Proa i, al seu torn, al Grup Enciclopèdia Catalana.

## Història
Tot i la seva voluntat de reprendre l'edició en llengua catalana, interrompuda per la instauració del règim franquista després de la Guerra Civil, els Aymà no van tenir més remei que iniciar la seva trajectòria imprimint llibres en castellà. Amb bon criteri, van començar centrant-se en la narrativa d'autors estrangers que havien gaudit de projecció internacional notable, com Pearl S. Buck o G. K. Chesterton, i també en gèneres populars com la novel·la policial, editant l'obra del francès Georges Simenon, el creador del comissari Maigret. El major encert de la casa va ser la traducció de la novel·la de Margaret Mitchell Allò que el vent s'endugué, de la qual es van vendre milers d'exemplars en pocs dies. Ja als 60, l'editorial donaria a conèixer la producció del britànic Ian Fleming, autor de la sèrie d'espionatge protagonitzada per James Bond, que per aquell temps començava a popularitzar-se per les adaptacions a la gran pantalla.

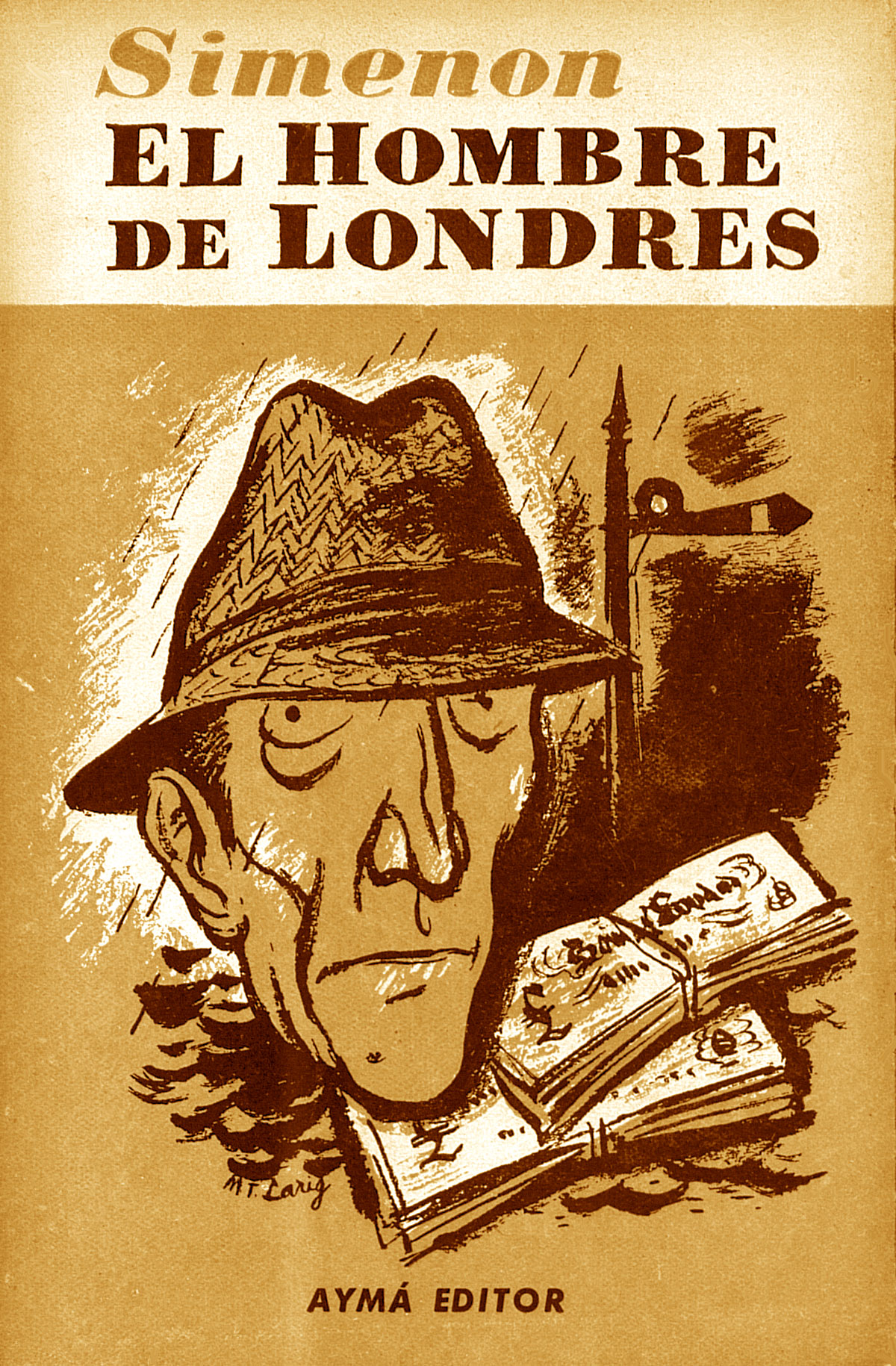
Portada de la novel·la El hombre de Londres, de Georges Simenon, publicada per Editorial Aymà el 1948

L'afany dels Aymà de recuperar la publicació en català va donar fruits primerencs. El 1946, després d'editar clandestinament uns quants títols amb peus d'impremta falsos (com L'aperitiu de Josep Maria de Sagarra, fictíciament imprès a Perpinyà abans de la Guerra Civil), l'editorial va inaugurar la que seria la primera col·lecció en llengua catalana de la postguerra: la Col·lecció Literària Aymà (1947-1950). La novel·la La bogeria, de Narcís Oller, va estrenar aquesta col·lecció, que va abastar tots els gèneres (novel·la, relat breu, teatre, poesia) i es va nodrir tant de títols de la literatura universal com d'obres d'autors catalans consagrats o novells. Primera història d'Esther (1948), de Salvador Espriu, va ser un dels seus primers èxits de vendes.
L'editorial també va promoure la narrativa catalana mitjançant la creació del Premi Joanot Martorell; convocat per primera vegada el 1947, va ser el primer certamen literari en llengua catalana organitzat sota el franquisme i va perdurar, amb algunes interrupcions, fins al 1960. A la seva llista de guanyadors hi figurarien destacats escriptors de l' època: Maria Aurèlia Capmany, Josep Pla, Josep Maria Espinàs, Manuel de Pedrolo, Joan Sales, Ramon Folch i Camarasa i Miquel Llor varen ser alguns dels guardonats. Finalment, cal recordar com una altra fita de l'Editorial Aymà la creació el 1955 de la col·lecció Club dels Novel·listes; el 1959, els escriptors Xavier Benguerel i Joan Sales van adquirir la col·lecció i la van convertir en nucli d'un nou segell, Club Editor, d'especial rellevància per la tasca de difusió de la novel·la catalana de postguerra.

## Publicacions destacades
- Barcelona. Blanc i negre
- Incerta glòria